# Bolitoglossa odonnelli
Espèce
Synonymes
- Oedipus odonnelli Stuart, 1943

Statut de conservation UICN

 NT  : Quasi menacé
Bolitoglossa odonnelli est une espèce d'urodèles de la famille des Plethodontidae.

## Répartition
Cette espèce se rencontre :
- dans l'Ouest du Honduras ;
- dans le département d'Alta Verapaz au Guatemala entre 100 et 1 200 m d'altitude à l'Est des montañas del Mico.

## Description
Le mâle holotype mesure 123 mm.

## Étymologie
Cette espèce est nommée en l'honneur de Reginald O'Donnell.

## Publication originale
- Stuart, 1943 : Taxonomic and geographic comments on Guatemalan salamanders of the genus Oedipus. Miscellaneous Publications, Museum of Zoology, University of Michigan, vol. 56, p. 1-33 (texte intégral).